# Клаус Топмелер
Клаус Топмелер (Ривених, 12. август 1951) је бивши немачки фудбалер, а садашњи фудбалски тренер.

## Каријера

### Играч
Топмелер је играо на позицији нападача и постигао 108 голова у Бундеслиги за Кајзерслаутерн у 204 меча. Одиграо је три утакмице и постигао један гол за репрезентацију Западне Немачке.

### Тренер
Постао је тренер ФСВ Салмрора од лета 1987. до 18. априла 1988. када је постао тренер ССВ Улма и остао до фебруара 1989. Након отпуштања, Топмелер је тренирао источнонемачког друголигаша Висмута Ауеа од 28. новембра 1990. до 30. јуна 1990. године. 
У светлу претходних успеха, Топмелер је постао тренер успешног немачког клуба Ајнтрахта из Франкфурта, са којим је имао веома добар почетак. Али након тога је заређао са поразима у шампионату, те је отпуштен 10. априла 1994. Затим је преузео Бохум 9. новембра 1994, са којим је у сезони 1997–98. стигао до шеснаестине финала Купа УЕФА. Дана 30. јуна 1999. Топмелер је напустио позицију тренера Бохума да би постао тренер 1. ФК Сарбрикена, али је на крају отпуштен 29. новембра 2000.
Од 1. јула 2001. Топмелер је био тренер Бајера из Леверкузена, којег је у својој првој сезони довео до великог финала УЕФА Лиге шампиона у сезони 2001/02, као и до другог места у Бундеслиги и финала Купа Немачке. Топмелер је на крају проглашен од стране немачких спортских новинара за „фудбалског тренера године“ за 2002. Међутим, следеће сезоне Леверкузен је играо лоше, а у лиги је дошао до ситуације која је могла да доведе до испадања, потом је отпуштен 16. фебруара 2003. године.
Постао је тренер Хамбургера 23. октобра 2003. Међутим, након што је тим пао на последње место у лиги, углавном због његове необичне тактике, формације и коришћења играча ван њихових позиција (као што је нападача Сергеја Барбареза ставио у одбрану), отпуштен је 17. октобра 2004. године.
Дана 1. фебруара 2006. Топмелер је постао селектор фудбалске репрезентације Грузије, са Ралфом Мингеом као помоћним тренером. Отпуштен је 1. априла 2008. године.

## Приватно
Топмелер се оженио са Роси 1977. године, са којом има ћерку Сару-Нину, синове Дина (тренирао га је у Сарбрикену) и Томија. Његов брат Хајнц (играли заједно у Кајзерслаутерну) и нећак Марко такође су постали фудбалери.

## Успеси

### Тренер
Бајер Леверкузен
- УЕФА Лига шампиона: финале Лиге шампиона 2001/02.[4]

- Бундеслига: друго место 2001/02.

- Куп Њемачке: финале 2001/02.

Индивидуални
- Немачки тренер године: 2002.[5]